# 台湾国家宇宙センター
台湾国家宇宙センター（たいわんこっかうちゅうセンター、正体字：國家太空中心、通用ピン音：Guójia Tàikong Jhongsin、ピン音：Guójiā Tàikōng Zhōngxīn、英：Taiwan Space Agency, TASA）は、中華民国（台湾）の宇宙機関である。中華民国行政院国家科学及技術委員会に所属する財団法人国家実験研究院の下で運営されている。TASAが携わる事業は、宇宙探査、人工衛星（「FORMOSAT」（福爾摩沙衛星）シリーズなどの地球観測衛星を含む）の製造開発およびそれに関連する技術開発や基盤整備、航空宇宙工学、遠隔探査、天体物理学、大気科学、情報科学 、宇宙兵器などの関連技術の研究そして中華民国の国家安全保障などである。
TASAの司令部と地上管制施設は、台湾の新竹市にある。
産学官連携組織「台湾太空産業発展協会」を通じて企業と協力し、宇宙関連産業の育成や技術の開発・応用にも取り組んでいる。

## 観測ロケット計画
地対空ミサイル「天弓2号（Sky Bow II）」を元にして独自に開発した観測ロケットが2014年10月までに計10回打ち上げられ、9回成功している。長さ約8m、重さ約2トン。2018年までに計15回打ち上げる予定である。
| ロケット（火箭） | 日時           | 搭載物                  | 結果                             |
| ---------------- | -------------- | ----------------------- | -------------------------------- |
| 探空一號         | 1998年12月15日 | なし                    | 第一回発射テスト（成功）         |
| 探空二號         | 2001年10月24日 | トリメチルアルミニウム  | 第二段ロケットが点火せず（失敗） |
| 探空三號         | 2003年12月24日 | トリメチルアルミニウム  | 成功                             |
| 探空四號         | 2004年12月24日 | 薄暮撮影装置、GPS受信機 | 成功                             |
| 探空五號         | 2006年1月15日  | イオン測定器            | 成功                             |
| 探空六號         | 2007年9月13日? | ?                       | 成功                             |
| 探空七號         | 2010年5月5日   | イオン測定器            | 成功                             |
| 探空八號         | 2013年6月5日   | ?                       | 成功                             |
| 探空九號         | 2014年3月26日  | イオン測定器            | 成功                             |
| 探空十號         | 2014年10月7日  | 電離層観測機器          | 成功                             |

## SLV計画
台湾初の人工衛星打ち上げロケット（Satellite Launch Vehicle, SLV。中国語で「小型發射載具」と記述、以下同）の特性についてはわずかなことしか公的には明らかにされていないが、50kgほどの超小型衛星を、近地点500kmから遠地点700km、軌道傾斜角（軌道傾角偏差）22.3°、地軸への傾斜率（衛星入軌姿態）10°以下の軌道に投入することができると見られている。このSLVはおそらく既存の観測ロケットを改良したもので、四段式の固体燃料ロケットに、同じく固体燃料の2機の補助ロケットを装備し、搭載能力はインドが開発したSLV-3ロケットと同程度であると考えられる。
打ち上げの準備段階として観測ロケット（探空火箭）を10回から15回打ち上げた後に、2004年から2018年の第二期宇宙計画（第二期太空計畫）の間に台湾製の衛星を打ち上げる予定になっている。

## 衛星

### FORMOSAT
- FORMOSAT-1：通信および電離層探査衛星。1999年打ち上げ。
- FORMOSAT-2：電離層探査および地表撮影衛星。2004年打ち上げ。
- FORMOSAT-3/COSMIC：大気圏上層におけるGPS掩蔽観測を目的とした6機の小型衛星コンステレーション。NASAやアメリカ大気研究センターなどアメリカ合衆国政府機関の協力の下に、2006年打ち上げ。
- FORMOSAT-7：気象衛星。「3」の後継機で、搭載した6個の小型衛星を軌道上に放出。打ち上げは2019年6月、米国ケネディー宇宙センターでスペースX社のロケットで行われたが、制御システムは台湾が開発した[1][5]。

### 計画
- FORMOSAT-5：地表の光学探査および地磁気の調査を行う[6]。2016年2月の時点では、同センターのウェブページ中の記述には、現状で2016年の第2四半期にスペースX（ファルコン9）による打ち上げが予定されている (currently scheduled to be launched by SpaceX in 2016 Q2.) とあり[7]、その後8月には10月打上げの見込みという報道もあったが、9月1日のファルコン9爆発事故により（再開後の早い順番であろうとは予想されているが）明確な見通しは2016年10月現在まだない。

### 中止
- FORMOSAT-4, FORMOSAT-6
- YamSat：分光法測定のためのごく短期間の飛行を目的に開発された、極小型衛星（体積1リットル、重量850グラム程度）シリーズの一つ。2003年にロシアのロケットを使って打ち上げられる予定だった。計画途中で中止となった。

## 将来的な発展および長期計画
台湾の第一期宇宙計画には、2005年のFORMOSAT/COSMICの発射で一定の成果を上げたと考えられている3回の衛星計画を構築し維持するための、人的および技術的資源の開発が含まれている。現在、機体や機器が台湾において、地元や外国企業の協力の下に設計され組み立てられており、アメリカの商業軌道輸送サービス会社のところに発射のために搬送される予定になっている。NSPOおよび中山軍事科学技術機関（中山科學研究院）もまた、大気圏上層部研究のために観測ロケットを開発中である。
第二期宇宙計画は2004年から2018年の間に予定され、総合技術および小型衛星コンステレーション開発のための小型化の技術をさらに発展させ、併せて地元の航空宇宙産業を振興させることが目標とされている。
NSPOの地位を国立の調査機関に高めるべきだとの提案もなされているが、2007年時点、中華民国立法院で審議中である。

## 注記
1. 1 2 3  「フォルモサット7号、台湾航空宇宙産業の夢を乗せて宇宙へ」Taiwan Today日本語版（2019/06/24）2019年7月4日閲覧。
2. 1 2 3  “台湾国家宇宙センター、小型観測ロケットを打ち上げ”. sorae.jp. 2010年5月8日閲覧。
3. ↑  “小型發射载具性能”.  虚幻天空 (2008年6月23日). 2008年6月25日閲覧。[リンク切れ]
4. ↑  “台“太空计划”决定发展微卫星火箭发射载具”.   中国日报网站 (2003年10月21日). 2008年6月26日閲覧。
5. ↑  「台湾の衛星、防災や環境観測に活用」『日経産業新聞』2019年7月1日（先端技術面）掲載の共同通信記事。
6. ↑  “太空中心將自行研製福衛5號　展現自主決心”.   台灣中央廣播電台 (2010年1月18日). 2010年6月24日閲覧。
7. ↑  http://www.nspo.org.tw/2008e/projects/project5/intro.htm
8. ↑  “太空中心升格為太空研究院？立委意見不一” (中国語). 大紀元. (2006年11月15日)